# Bernardo Corradi
Bernardo Corradi (* 30. März 1976 in Siena) ist ein ehemaliger italienischer Fußballspieler und aktueller -trainer.

## Spielerkarriere

### Verein
Seine ersten Erfahrungen mit dem runden Leder sammelte Bernardo Corradi in seiner Heimatstadt Siena auf einem kleinen Fußballplatz der Kapuziner. Nach der Volksschule spielte er auch Basketball und übte Leichtathletik aus. Es fiel ihm immer leicht Fußball neben der Schule auszuüben, da er das Liceo classico E. S. Piccolomini besuchte, die ihm dahingehend viel Freiraum boten.
Bei seinem ersten Verein, der AC Siena kam er im Profibereich zu keinem Einsatz und musste sich in den Anfängen seiner Karriere mit Vereinen in den unteren italienischen Ligen begnügen, bis man 1997 auf Sardinien bei Cagliari Calcio auf ihn aufmerksam wurde. Sein Debüt in der Serie A feierte Corradi 1999 gegen seinen späteren Klub Lazio Rom. In späterer Folge gradierte Corradi zum Ersatzspieler. Ein Wechsel zu Chievo Verona im Sommer 2001 verbesserte seine Position wieder. 20 Tore in 65 Spielen für Verona brachten Corradi einen Vertrag für vier Millionen Euro mit Inter Mailand. Dort konnte er sich jedoch nicht etablieren und nur nach einem Monat wechselte er zu Lazio Rom.
In der Saison 2003/04 steuerte Corradi zehn Tore zum Erfolg seines Vereines bei. Die Mannschaft gewann die Coppa Italia und beendete die Saison auf Platz sechs. In der Saison 2004/05 wechselte Corradi erstmals ins Ausland, nach Spanien zum Erstligisten FC Valencia. Der spanische Klub vollzog mit Lazio Rom einen Vertrag über 16,6 Millionen Euro für die beiden Spieler Corradi und Stefano Fiore. In Valencia kam Corradi in 21 Spielen zum Einsatz und erzielte drei Tore.
Ab 2005 spielte Corradi wieder in der italienischen Serie A. Er wurde vom FC Valencia für eine Saison an den FC Parma verliehen, wo er sich als Stammspieler etablierte und in 36 Spielen zehn Tore erzielte. In der Saison 2006/07 wechselte er für die Ablöse von drei Millionen Euro in die englische Premier League zu Manchester City. Gleich bei seinem ersten Einsatz für ManCity sah er dabei die Gelb-Rote Karte. Seine ersten Tore machte er erst am 13. Spieltag und da er am 17. Spieltag wieder mit Gelb-Rot vom Platz musste, verlor er seinen Stammplatz an Emile Mpenza. Nach diesem enttäuschenden Jahr strebte Corradi eine Rückkehr nach Italien an. Zunächst lieh man ihn für die Saison 2007/08 wieder an Parma aus, wo er trotz des Abstiegs in die Serie B eine passable Saison spielte. Im Sommer 2008 wechselte der Stürmer dann zum Serie-A-Verein Reggina Calcio, doch auch seine Treffer konnten Reggina in der darauffolgenden Spielzeit nicht vor dem Abstieg in die Serie B bewahren, sodass er sich bereits ein Jahr später Udinese Calcio anschloss. Im Jahr 2012 spielte Corradi in der nordamerikanischen Major League Soccer für Montreal Impact.

### Nationalmannschaft
Bernardo Corradi debütierte am 12. Februar 2003 im Spiel gegen Portugal für die italienische Fußballnationalmannschaft. In seinen ersten fünf Spielen für sein Land erzielte er zwei Treffer und war für den damaligen Nationaltrainer Giovanni Trapattoni eine echte Alternative. Corradi nahm mit Italien an der Europameisterschaft 2004 in Portugal teil und kam im Spiel gegen Bulgarien (2:1) zum Einsatz. Insgesamt bestritt Corradi bisher 13 Spiele für die Squadra Azzurra.

## Trainerkarriere
Nach Ende seiner aktiven Laufbahn wurde Corradi Trainer und betreute verschiedene Juniorennationalmannschaften der Federazione Italiana Giuoco Calcio. Seit 2020 ist er Trainer der italienischen U17-Auswahl.

## Erfolge
- Italienischer Pokal: 2003/04
- UEFA Superpokal: 2004
- Teilnahme an der EM 2004 (1 Einsatz)